# ビリー・ホワイトロー
ビリー・ホワイトロー（Billie Whitelaw、1932年6月6日 - 2014年12月21日）は、イギリスの女優。

## 人物
2014年12月21日、ロンドンにある介護施設にて死去。

## 出演作品
- ホット・ファズ -俺たちスーパーポリスメン!- (2007)（ジョイス・クーパー）
- ザ・ブロンド爆弾　最後のばら (2000) テレビ映画
- クイルズ (2000)
- ロスト・サン (1999)
- エクスカリバー 聖剣伝説 (1998) テレビ映画
- ジェイン・エア (1996)
- ザ・クレイズ 冷血の絆 (1990)
- 秘密の花園 (1987) テレビ映画
- モーリス (1987)
- 或る殺意 (1986)
- シェイディー (1985)
- スレイグラウンド (1984)
- 椿姫 (1984) テレビ映画
- タンジール／戦慄の海峡 (1982)
- ダーククリスタル (1982)（オーグラ）
- 雪物語 (1977)
- オーメン (1976)（ミセス・ベイロック）
- 残酷・魔性！ジキルとハイド (1973)
- 夜をみつめて (1973)
- フレンジー (1972)
- 最後の栄光 (1970)
- 004／アタック作戦 (1970)
- ツイステッド・ナーブ 密室の恐怖実験 (1968)（ジョーン・ハーパー）
- ベケット (1964)
- 白昼の強奪 (1961)
- 愛のショー・ビジネス (1960)
- ジョン・フォード／ギデオン (1959)
- 死体解剖記 (1959)
- スパイ戦線 (1958)
- スペース1999

## 受賞とノミネート
- 全米批評家協会賞
  - 1968年助演女優賞受賞 チャーリー・バブルズ

- 英国アカデミー賞
  - 1960年新人賞ノミネート Hell Is a City
  - 1968年助演女優賞受賞 ツイステッド・ナーブ 密室の恐怖実験
  - 1968年助演女優賞受賞 チャーリー・バブルズ
  - 1976年助演女優賞ノミネート オーメン
  - 1990年助演女優賞ノミネート ザ・クレイズ／冷血の絆